# Chengjiao (sockenhuvudort i Kina, Liaoning Sheng, lat 40,33, long 120,34)
Chengjiao (kinesiska: 城郊, 城郊乡) är en sockenhuvudort i Kina. Den ligger i provinsen Liaoning, i den nordöstra delen av landet, omkring 300 kilometer sydväst om provinshuvudstaden Shenyang. Antalet invånare är 31 869. Befolkningen består av 15 943 kvinnor och 15 926 män. Barn under 15 år utgör 14,0 %, vuxna 15-64 år 76 %, och äldre över 65 år 8,0 %.
Runt Chengjiao är det tätbefolkat, med 266 invånare per kvadratkilometer. Närmaste större samhälle är Suizhong, 0,69 km sydväst om Chengjiao. Trakten runt Chengjiao består till största delen av jordbruksmark.
Genomsnittlig årsnederbörd är 736 millimeter. Den regnigaste månaden är juli, med i genomsnitt 195 mm nederbörd, och den torraste är januari, med 4 mm nederbörd.